# Simple Song (canção de The Shins)
"Simple Song" é uma canção americana da banda de indie rock The Shins de seu quarto álbum de estúdio Port of Morrow. Escrito pelo grupo do vocalista James Mercer, a canção foi lançada como o primeiro single do álbum.

## Composição
Em uma entrevista com a revista Q, o vocalista da banda, James Mercer, declarou que a canção era "sobre a minha esposa, nosso relacionamento e toda esta nova vida que [tinha] adiante de nós." Além disso, Mercer afirmou que a música foi também, em parte, sobre a saída do baterista Jesse Sandoval e o tecladista Martin Crandall do The Shins.
Explicando as origens da canção, Mercer revelou que ele escreveu a música na sala de estar de seu apartamento, logo após o seu casamento e no período que precede o nascimento de sua primeira filha.
A música ganhou fama quando foi utilizado para o ultimo episódio da oitava temporada da sitcom How I Met your Mother como trilha de fundo para o revelar a mãe titular.

## Músicos
- Dave Hernande – guitarra solo
- Greg Kurstin – violão, guitarra, sintetizadores, Mellotron, piano
- Ron Lewis – baixo
- James Mercer – vocais, guitarra elétrica
- Janet Weiss – bateria, pandeireta

## Paradas
| Paradas (2011)                                   | Maior posição |
| ------------------------------------------------ | ------------- |
| Bélgica (Ultratip Flandres)                      | 4             |
| Canada Alternative Rock (America's Music Charts) | 11            |
| UK Singles Chart (Official Charts Company)       | 192           |
| Japan Hot 100 Singles (Billboard)                | 96            |
| US Bubbling Under Hot 100 Singles (Billboard)    | 6             |
| US Alternative Songs (Billboard)                 | 10            |
| US Rock Songs (Billboard)                        | 19            |